# Nötön-Åråsviken (del i Värmlands län)
Nötön-Åråsviken är ett länsöverskridande naturreservat i Kristinehamns kommun i Värmlands län och i Gullspångs kommun i Västra Götalands län. Helheten beskrivs i artikeln Nötön-Åråsviken och denna artikel tar bara upp den del som ligger i Värmlands län.
Denna del är naturskyddad sedan 1971 och är 2200 hektar stor (till det kommer delen i Västra Götalands län på 558 hektar). Reservatet omfattar vatten, öar, kobbar och strandområden i Aråsviken i östra Vänern.